# 赤柱馬坑公園

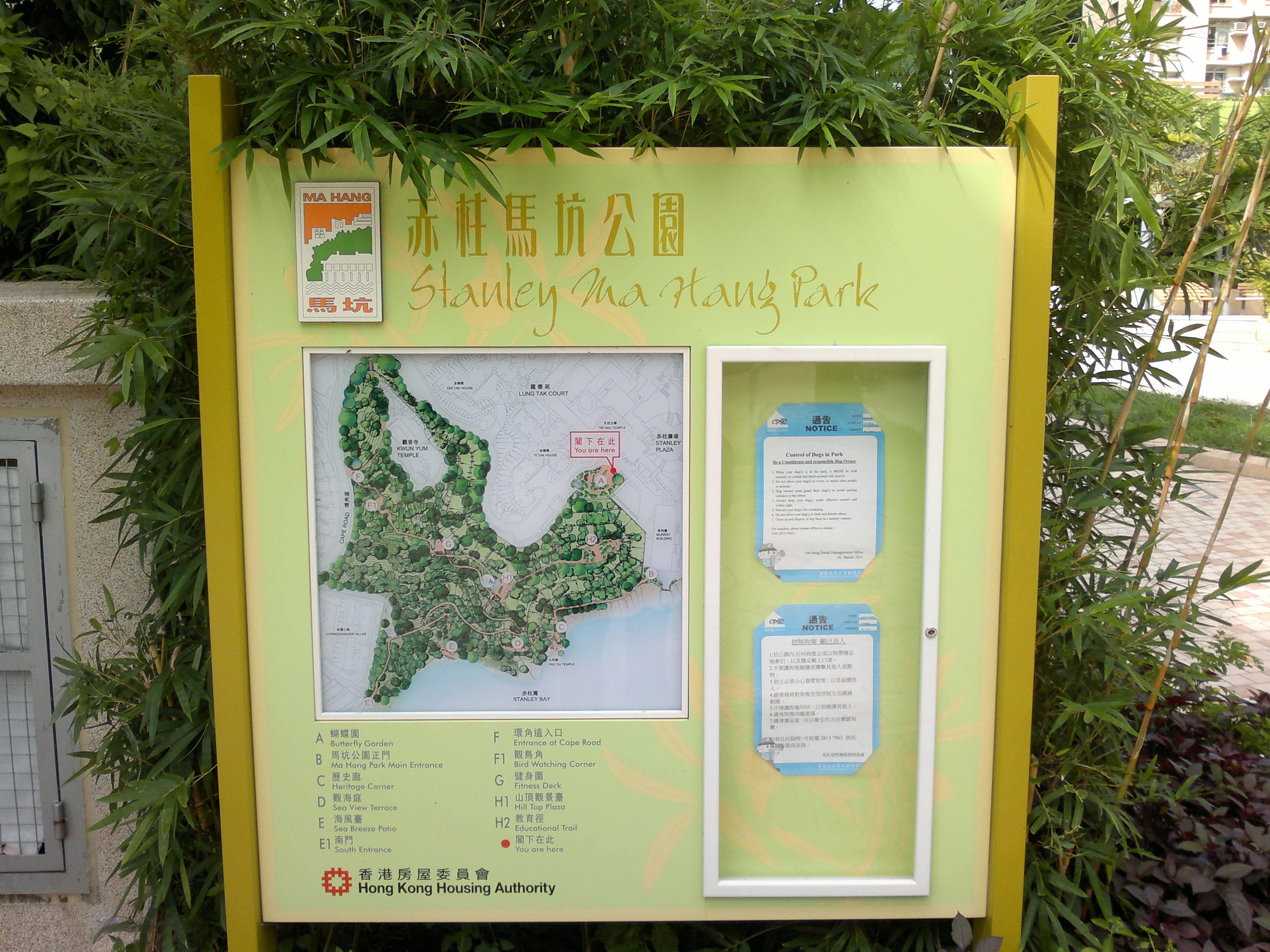
赤柱馬坑公園地圖

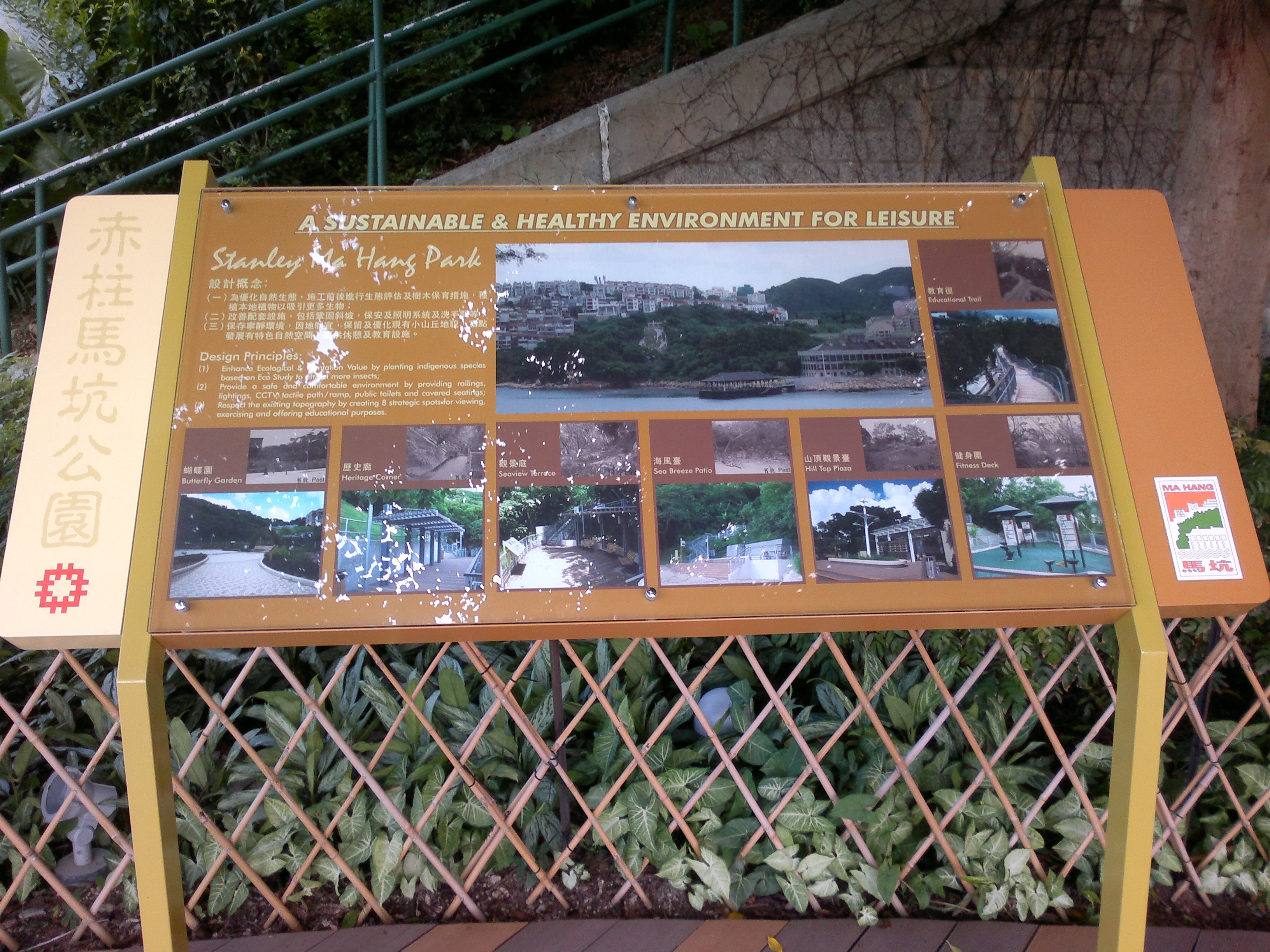
赤柱馬坑公園介紹牌

赤柱馬坑公園（英語：Stanley Ma Hang Park），簡稱馬坑公園，是香港一個公園，位於香港島赤柱馬坑，佔地5公頃。有別於香港一般公園屬康樂及文化事務署轄下，馬坑公園是由香港房屋委員會興建及管理。

## 歷史
馬坑公園原址一帶原本是寮屋區，至1988年被政府拆卸，交由香港房屋委員會發展，並於1990年代興建馬坑邨、龍欣苑及龍德苑。2001年，房屋委員會原本計劃於該處興建以盆景為主題的公園，但是其後遭環保團體批評砍伐大量樹木而被逼擱置。建園計劃擱置多年後，房屋委員會於2008年重新提出，以保留該處原貌為原則，工程最終得以上馬。馬坑公園於2010年秋落成，並於2011年1月17日正式啟用。

## 設計
馬坑公園以「保育、教育、休閒」為主題，保留了原址小山丘地貌，並設有蝴蝶園、歷史廊、觀鳥角、健身圍等主題小區。